# エレオステアリン酸
エレオステアリン酸(Eleostearic acid, ELA)またはα-エレオステアリン酸(α-eleostearic acid)は、共役リノール酸の一つ。キリ油では約80%、ツルレイシ油では約60%の割合でエレオステアリン酸が含まれる。不飽和度が高く、キリ油のように乾性油としての用途がある。ラットでは、エレオステアリン酸は共役リノール酸(CLA)に変換される。
必須脂肪酸を研究したバーとミラーは、エレオステアリン酸とその異性体であるα-リノレン酸と栄養的な機能の比較を行ったところ、α-リノレン酸は必須脂肪酸の欠乏症の治療に効果があるが、エレオステアリン酸にはそのような効果は無いという結果になった。
α-エレオステアリン酸のシス-トランス異性体に、二重結合が全てcis型になったβ-エレオステアリン酸：(9E,11E,13E)-9,11,13-オクタデカトリエン酸がある。